# Métal express
 (avril 2019).
Si vous disposez d'ouvrages ou d'articles de référence ou si vous connaissez des sites web de qualité traitant du thème abordé ici, merci de compléter l'article en donnant les références utiles à sa vérifiabilité et en les liant à la section « Notes et références ».
Pour les articles homonymes, voir Métal (homonymie).
Métal express est une émission de télévision française diffusée sur M6 entre 1991 et 1996.
Consacrée au heavy metal, cette émission s'intéressait à des artistes divers et variés tels que AC/DC, Tool, Iron Maiden, Trust ou les Melvins.
Le générique de l'émission était le titre Burning Inside de Ministry. Cette émission était présentée par Florian Gazan en voix-off dans sa première version et Laurence Romance de 1993 à 1996.
D'une durée d'environ 25 minutes, l'émission prévoyait la diffusion de deux clips musicaux et de deux interviews, entrecoupée par une séquence de chronique de disques. Tout d'abord très portée sur le metal et ses dérivés, l'émission, au fil du temps, notamment avec l'arrivée de Laurence Romance, a élargi son panel pour s'intéresser au rock en général. D'ailleurs, à partir de 1995, l'émission est débaptisée pour devenir Rock Express.
Relativement confidentiel, Metal Express n'en demeure pas moins le programme le plus abouti en matière de hard rock et heavy metal diffusé sur une chaîne gratuite[réf. nécessaire]. Le concept ne sera jamais reconduit sur une chaîne hertzienne.